# Droga regionalna P04 (Ukraina)
Droga regionalna P04 (ukr. Автошлях Р04) – droga regionalna na Ukrainie, łącząca Kijów z Zwinogródką. Przechodzi przez teren obwodu kijowskiego i czerkaskiego. Ma łączną długość 208,3km.

## Ważniejsze miejscowości leżące na trasie P04
- Kijów (M01, M03, M05, M06, M07, N01, N07, P01, P02, P03)

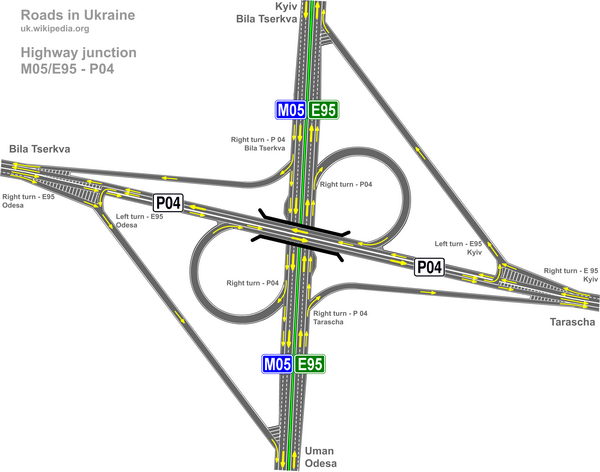
Węzeł magistrali M05 z drogą regionalną P04 w pobliżu Białej Cerkwi

- Fastów (P19)
- Biała Cerkiew (M05, P17, P32)
- Zwinogródka (P19)